# Zonsverduistering van 4 september 2100

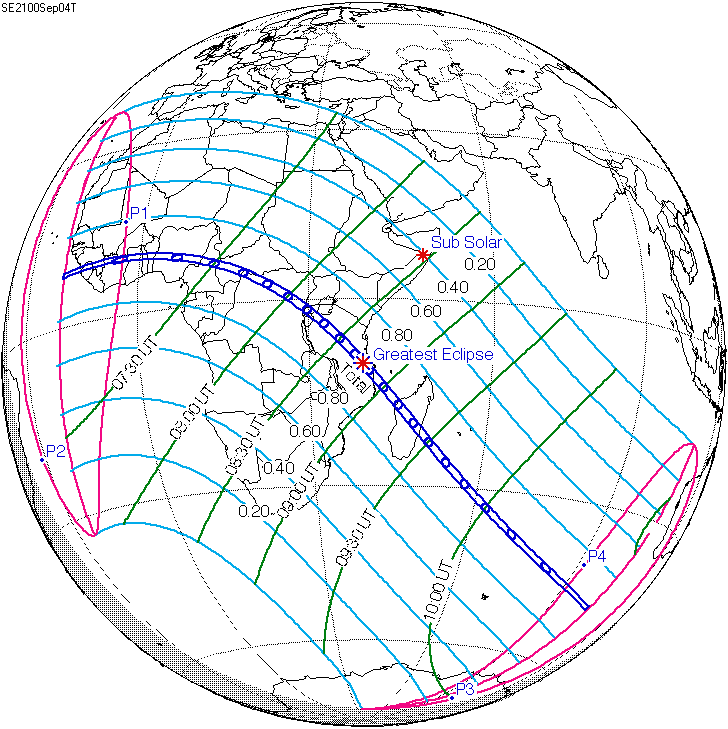
De zonsverduistering is de zien tussen de blauwe lijnen.

De totale zonsverduistering van 4 september 2100 trekt veel over land en is daarbij zichtbaar vanuit deze zeventien landen: Guinée, Sierra Leone, Ivoorkust, Burkina Faso, Ghana, Togo, Benin, Nigeria, Kameroen, Centraal Afrikaanse Republiek, Democratische Republiek Congo, Oeganda, Rwanda, Burundi, Tanzania, Mozambique en Madagaskar. 

## Lengte

### Maximum
Het punt met maximale totaliteit ligt in Tanzania, vlak bij de plaats Masasi en duurt 3m32,4s.

### Limieten
| Fenomeen                    | Code | Tijdstip UTC |
| --------------------------- | ---- | ------------ |
| Eerste contact bijschaduw   | P1   | 06:06:52.7   |
| Eerste contact kernschaduw  | U1   | 07:05:46.2   |
| Kernschaduw compleet vanaf  | U2   | 07:07:08.5   |
| Bijschaduw compleet vanaf   | P2   | 08:13:18.3   |
| Maximum eclips              | GE   | 08:46:17.6   |
| Bijschaduw compleet t/m     | P3   | 09:18:52.0   |
| Kernschaduw compleet t/m    | U3   | 10:25:12.0   |
| Laatste contact kernschaduw | U4   | 10:26:38.9   |
| Laatste contact bijschaduw  | P4   | 11:25:30.0   |